# Lauren Selby
Pour les articles homonymes, voir Selby.
Lauren Selby, née le 18 juillet 1984 à Sawbridgeworth, est une joueuse professionnelle de squash représentant l'Angleterre. Elle atteint la 34e mondiale en octobre 2012, son meilleur classement. C'est la sœur de Daryl Selby, également joueur professionnel.

## Biographie
Sous l'impulsion de son père joueur et entraîneur de squash, elle pratique dès son tout jeune âge, suivant l'exemple de son frère Daryl Selby qui devient également joueur professionnel et atteint le top 10. Son frère cadet Elliot est également joueur de squash. Très rapidement, elle passe ses diplômes pour enseigner le squash, obtenant le niveau 3 à l'âge de 17 ans.
En 2017, elle prend la direction de l'équipe de Norvège féminine de squash.